# Matthew Taylor (homme politique)
Pour les articles homonymes, voir Matthew Taylor et Taylor.
Matthew Howard Taylor (né le 4 mars 1973) à Cottesloe en Australie-Occidentale est un homme politique libéral australien. Il a été membre de l'Assemblée législative d'Australie-Occidentale pour Bateman (en) de 2013 à 2017.
Après qu’un redécoupage eut déplacé une grande partie de la base libérale d’Alfred Cove (en) à Bateman, Taylor fut forcé de se présenter à un concours de présélection avec l’ancien ministre Dean Nalder, le dernier membre d’Alfred Cove. Nalder a remporté le concours, conduisant Taylor à contester le nouveau siège de Bicton (en). Il a perdu contre la challenger travailliste Lisa O’Malley.